# Deutschland Cup 1997
10. ročník hokejového turnaje Deutschland Cup se konal od 7. do 9. listopadu 1997 ve městech Mnichov a Füssen. Vyhrála jej hokejová reprezentace Slovenska.

## Výsledky
7. listopadu 1997

 Německo –  Slovensko 1:2 (0:0, 1:1, 0:1)

 Kanada –  Švýcarsko 4:1 (2:0, 1:1, 1:0)

8. listopadu 1997

 Švýcarsko –  Německo 5:2 (2:1, 1:0, 2:1)

 Slovensko –  Kanada 2:1 (0:1, 1:0, 1:0)

9. listopadu 1997

 Německo –  Kanada 1:6 (1:2, 0:3, 0:1)

 Slovensko –  Švýcarsko 4:1 (1:0, 1:0, 2:1)

## Konečná tabulka
|    | Tým       | V | R | P | Skóre | B |
| 1. | Slovensko | 3 | 0 | 0 | 8:3   | 6 |
| 2. | Kanada    | 2 | 0 | 1 | 11:4  | 4 |
| 3. | Švýcarsko | 1 | 0 | 2 | 7:10  | 2 |
| 4. | Německo   | 0 | 0 | 3 | 4:13  | 0 |

## Soupisky týmů
1.  Slovensko 

Brankáři: Igor Murín, Pavol Rybár.

Obránci: Jerguš Bača, Róbert Pukalovič, Miroslav Mosnár, Ľubomír Višňovský, Ľubomír Sekeráš, Stanislav Jasečko, Vladimír Vlk, Ján Varholík.

Útočníci: Vlastimil Plavucha, Oto Haščák, Roman Kontšek, Peter Pucher, Karoľ Rusnák, Jozef Čierny, Zdeno Cíger, Branislav Jánoš, Ján Pleva, Ján Pardavý, Peter Bartoš, Ľubomír Kolník.
2.  Kanada 

Brankáři: Christian Bronsard, Dominic Roussel.

Obránci: Evan Marhle, Derek Mayer, Stephané Richer, Shane Johnson, Randy Perry, Mickey Elick, Darren Rumble.

Útočníci: Rich Chernomaz, Trevor Gallant, Chris Herperger, Mike Bullard, Dean Evason, Chris Szysky, Brad Chartrand, Rod Stevens, Curtie Bowen, Gine Cavallini, Craig McDonald, Jason McDonald, Sean Selmser.
3.  Švýcarsko 

Brankáři: Reto Pavoni, Renato Tosio.

Obránci: Patrick Sutter, Marc Gianola, Dino Kessler, Sven Leuenberger, Patrice Brasey, Olivier Keller, Edgar Salis.

Útočníci: Claudio Micheli, Mattia Baldi, Frederic Rothen, Misko Antisin, Reto von Arx, Gian-Marco Crameri, Peter Jaks, Patrick Howard, Michel Zeiter, Stefan Grogg, Marcel Jennini, Gil Montandon.
4.  Německo 

Brankáři: Udo Döhler, Klaus Merk, Joseph Heiß.

Obránci: Michael Bresagk, Andreas Niederberger, Stefan Mayer, Daniel Nowak, Christian Gegenfurtner, Markus Wieland, Lars Brüggemann, Brad Bergen.

Útočníci: Thomas Brandl, Reemt Pyka, Leo Stefan, Benoit Doucet, Markus Krawinkel, Jürgen Rumrich, Dieter Hegen, Jochen Hecht, Daniel Körber, Martin Reichel, Stefan Ustorf, Duanne Moeser, Mark MacKay, Lorenz Funk, Rochus Schneider, Florian Keller.